# Вуянович, Никша
Никша Ву́янович (черног. Никша Вујановић; род. 3 марта 2001, Цетине, Сербия и Черногория) — черногорский футболист, полузащитник клуба «Вождовац».

## Карьера
Вуянович — воспитанник клубов «Ловчен» и «Партизан». 10 марта 2020 года дебютировал за «Спартак (Суботица)» в матче Кубка Сербии против «Партизан». 1 июля 2021 года стал игроком «Рудара», 31 июля дебютировал за клуб в матче против «Искра».
20 ноября забил дебютный гол за команду в матче Первой Лиги против «Морнара». 30 мая 2022 года против «Младость Донья-Горица» забил два гола. 9 июня 2022 года покинул клуб. 1 июля стал игроком клуба «Вождовац».

### Сборная
В октябре 2017 года получил первый вызов в сборную Черногории (до 17 лет), дебютировал в матче против Италии. 13 ноября 2019 года дебютировал за сборную Черногории (до 19 лет) и забил дебютный гол.